# Wiegboldsbur

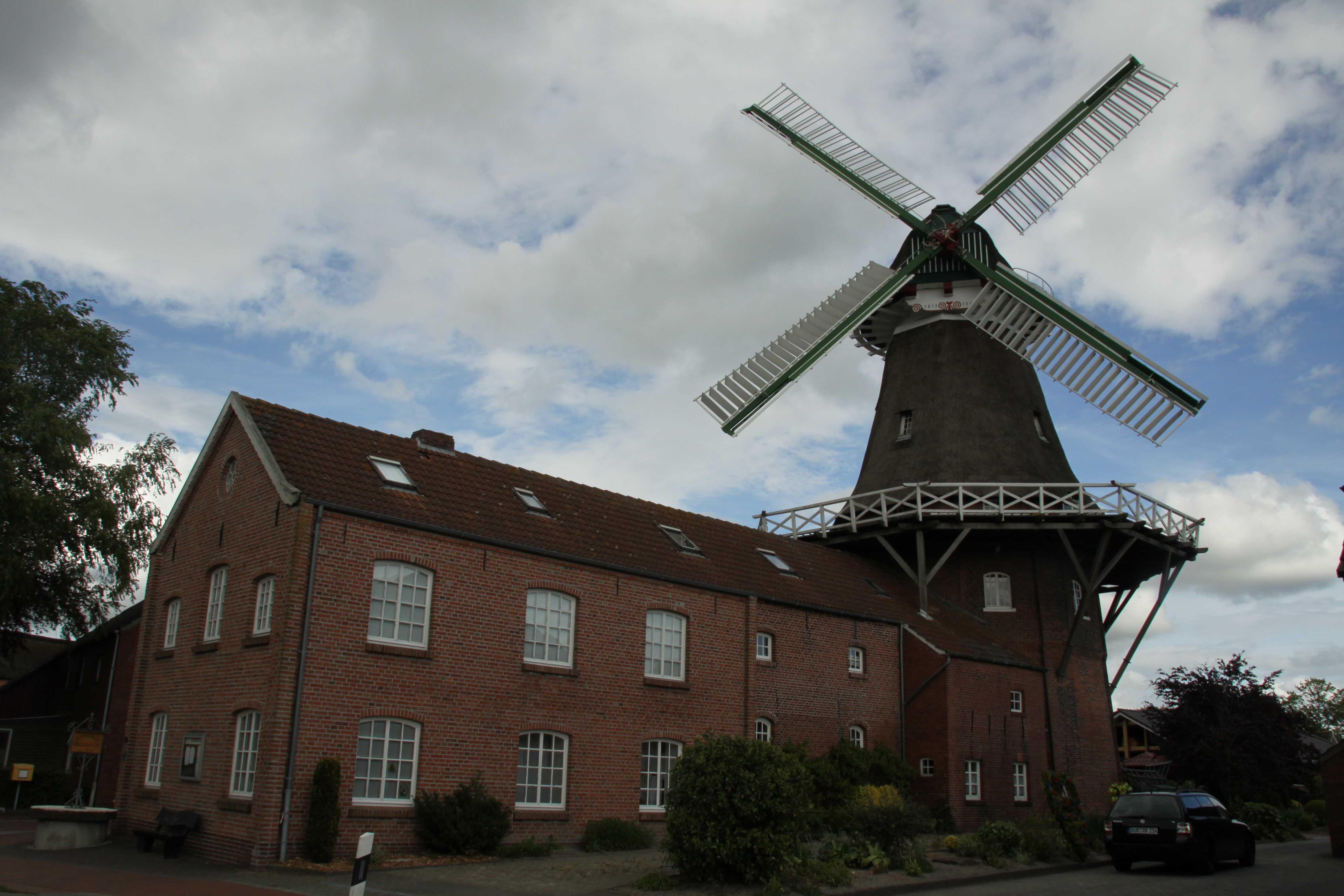
Die Mühle in Wiegboldsbur

Der früher selbständige Ort Wiegboldsbur (plattdeutsch: Wiebelsbur) in Ostfriesland ist seit der Gemeindegebietsreform, die am 1. Juli 1972 in Kraft trat, ein Ortsteil der Gemeinde Südbrookmerland. Wiegboldsbur ist eine Reihensiedlung und liegt am Großen Meer etwa zehn Kilometer nordwestlich der Seehafenstadt Emden. Ortsvorsteher ist Jann Peters.

## Geografie und Geologie
Wiegboldsbur liegt etwa drei Kilometer südöstlich von Georgsheil auf Höhen zwischen 0,2 Meter unter und 2 Meter über Normalhöhennull. Das Reihendorf erstreckt sich entlang der Kreisstraße 113 in unmittelbarer Nähe des Flusses Wiegboldsburer Riede im Übergangsbereich von Marsch, Geest und Moor.

## Entwicklung des Ortsnamens
Erstmals wird das Dorf im 9. Jahrhundert als Uuibodasholta und Wibodi silva im Abteiregister des Klosters Werden genannt. Später taucht es als Wibadeshof (um 1250), Wilbaldingaszerspele (um 1300), Wiboldeshoff, Wibelsburen (im ausgehenden 15. Jahrhundert), Wiebelsbaur (um 1700) sowie Wiegboldsbuhr und Wibelsbur (im 18. Jahrhundert). Weitere überlieferte Varianten des Ortsnamens sind Wibolduskeriken und Wibbodeshoff. Der Name des Ortsnamens wird als Zusammensetzung des Rufnamens Wi(g)bald und Bur (=Bauerschaft) gedeutet. Der Namen hat ein Gegenstück im Groningerland mit dem nicht-identifizierten Kirchspiel Wibadaskerikon oder Wigbaldeswerf.

## Geschichte
Wiegboldsbur zählt zu den ältesten Gemeinwesen Ostfrieslands. Die Besiedelung des Ortes begann wahrscheinlich schon im 7. Jahrhundert auf drei künstlich aufgeschütteten Warfen. Eine erste Kirche errichteten die Bewohner des Dorfes im 10. Jahrhundert. Um 1250 begann der Bau der heutigen Kirche aus Backstein.
Im Brokmerbrief, dem im 13. Jahrhundert niedergeschriebenen Gesetzbuch der Brocmanni, der Einwohner des bis zum Ende des 12. Jahrhunderts urbargemachten Siedlungsgebietes westlich von Aurich, steht in der 218ten Küre: „Die Brokmänner erheben dies zum Gesetz, daß kein gedungenes Gefolge innerhalb des Wiegboldsburer Kirchspiels sein darf bei Strafe von acht Mark und bei Verlust des Hauses.“ Das Verbot, „gedungenes Gefolge“ (Söldner) zu haben, spricht dafür, dass es sich bei dem Wiegboldsburer Kirchspiel um einen Ort handelte, der unter besonderem Schutz stand. Man darf daher davon ausgehen, dass sich in Wiegboldsbur die Gerichtsstätte des Brokmerlandes befand. Da sich solche Stätten fast immer bei Kirchen befanden, ist mit hoher Wahrscheinlichkeit davon auszugehen, das in unmittelbarer Nähe der Kirche Recht für die Bewohner des Brokmerlandes gesprochen wurde. Bis heute existiert an der Kirchenmauer noch ein Halseisen des Prangers.
Im Hochmittelalter entwickelte sich Wiegboldsbur zum Hauptort des so genannten Oprinerlandes (=Land an den Meeren und Gewässern), als dessen Versammlungsort das Dorf 1401 urkundlich erwähnt wird.
Mit dem Aufstieg der Häuptlinge aus dem Hause tom Brok verlor Wiegboldsbur an Bedeutung. Hauptort des Brookmerlandes war anschließend Marienhafe.  Die Cirksena, die die Nachfolge der tom Brok antraten, teilten ihren Herrschaftsbereich für die Verwaltung in Ämter. Wiegboldsbur zählte fortan zum Amt Aurich und bildete in diesem mit den Kirchspielen Engerhafe, Victorbur, Bedekaspel und Forlitz-Blaukirchen die Südbrookmer Vogtei, dessen Hauptsitz Oldeborg war.

## Sehenswürdigkeiten

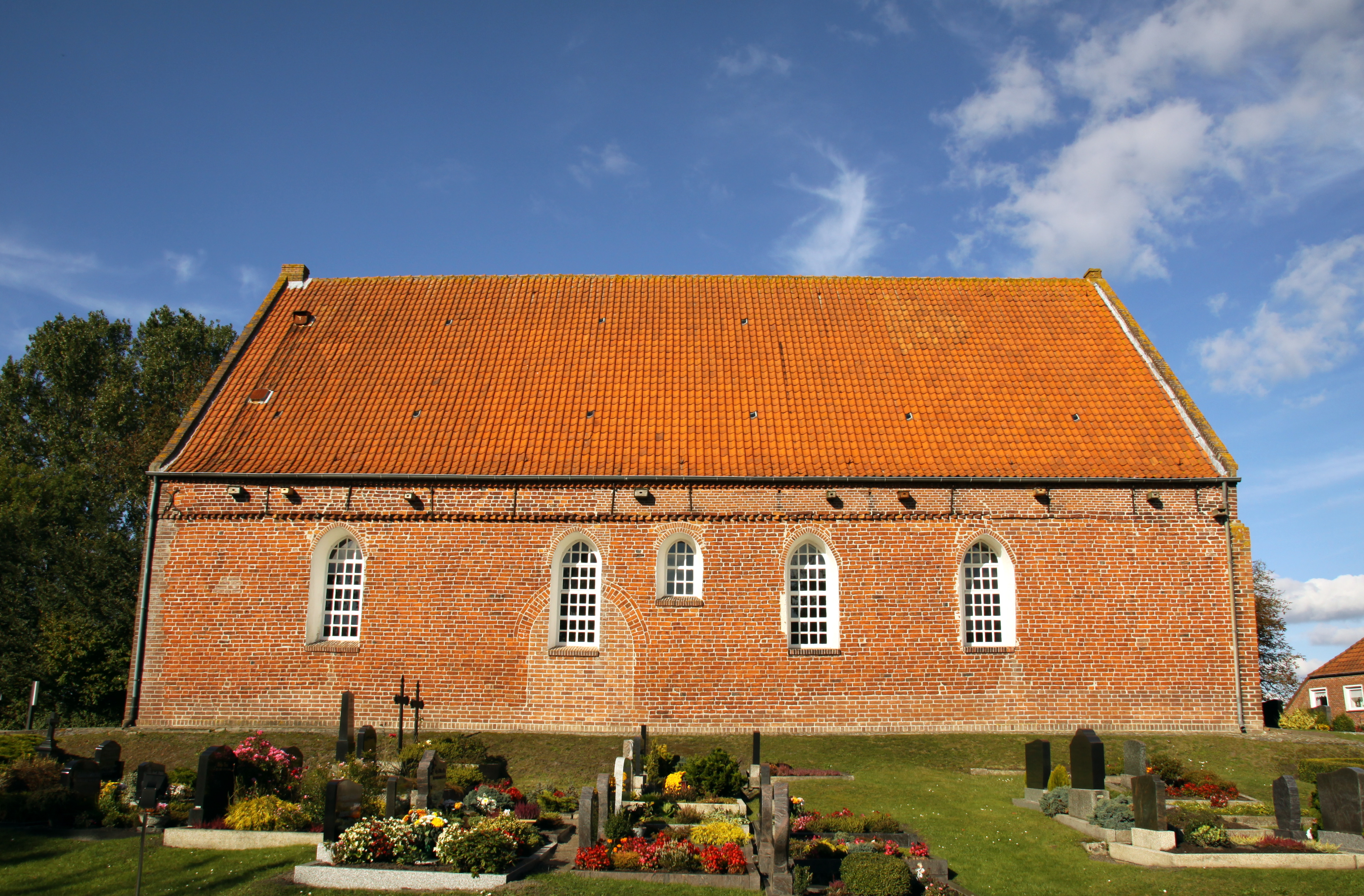
Die Wibadi-Kirche

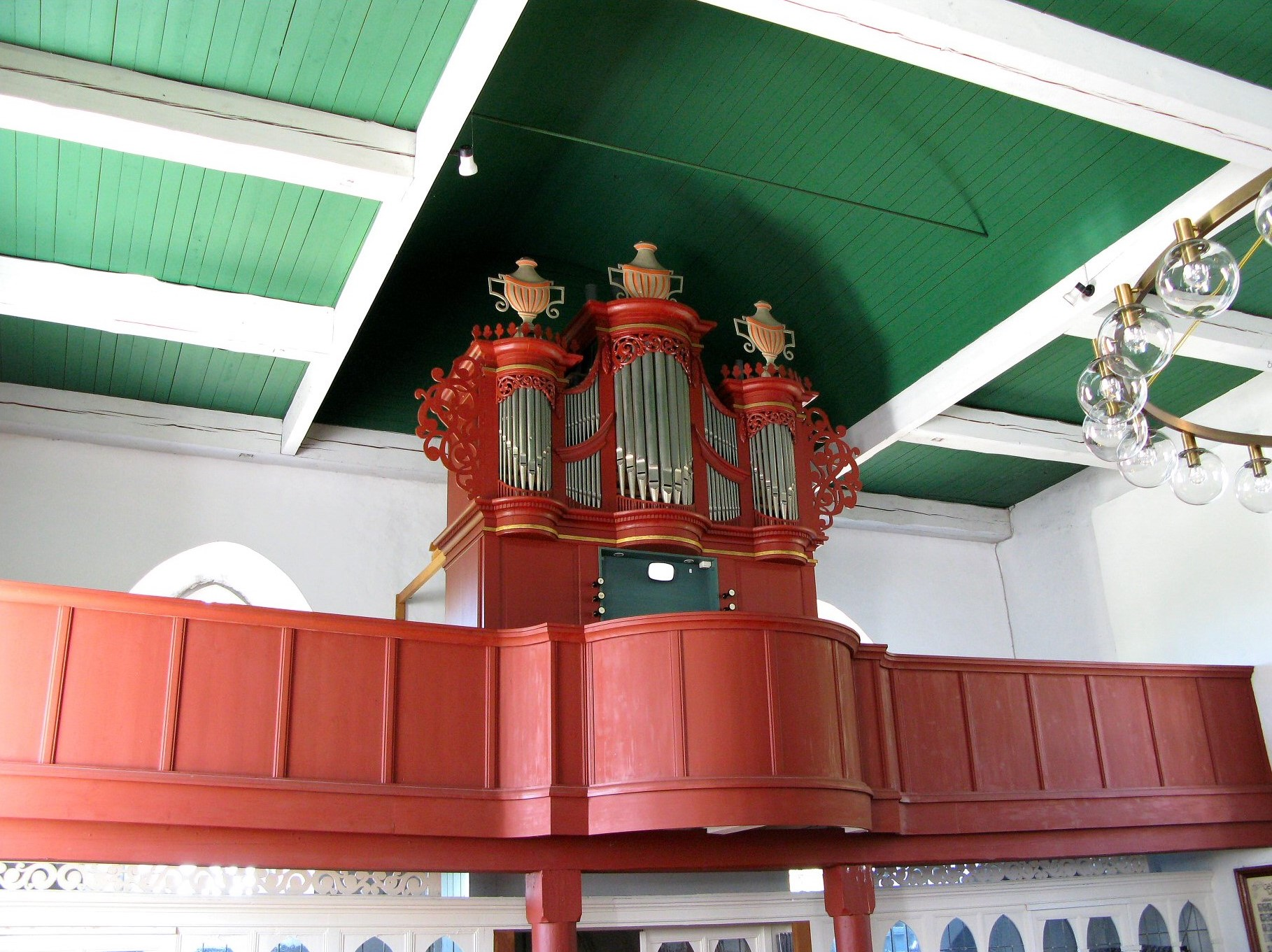
Die Orgel

Die Wibadi-Kirche wurde um 1250 auf einer Warf, einem künstlichen aufgeschütteten Hügel, auf 1,15 Meter tiefen Fundamenten erbaut. An gleicher Stelle hatte zuvor eine Holzkirche gestanden, die abgebrannt ist. Die aus Backstein erbaute Kirche gehört zu den sieben Sendkirchen, also den ältesten Kirchen des Brookmerlandes. Die Orgel wurde 1818/1819 von Wilhelm Eilert Schmid mit acht Registern erbaut und ist noch nahezu original erhalten. Seit 1985 trägt der alte Glockenturm wieder zwei Kirchenglocken, nachdem eine im Ersten Weltkrieg eingeschmolzen wurde. Wann die Kirche ihren Namen erhielt und wer Wibadus war, ist nicht zu klären.
Unter dem Motto „Natur erleben - Natur verstehen“ bietet der NABU-Schulbauernhof Woldenhof seit 2002 Schulklassen und Jugendgruppen die Möglichkeit, naturnahe Landwirtschaft auf einem denkmalgeschützten ostfriesischen Gulfhof aus dem Jahre 1858 selbst zu erleben. In direkter Nachbarschaft zum Woldenhof (Wolde – aus ostfr. Platt woel = „Sumpfland“) steht die Windmühle Wiegboldsbur, ein dreistöckiger Galerieholländer von 1812 mit Windrose und Jalousieklappen, die von einem Verein in ehrenamtlicher Arbeit erhalten wird.